# Рагусис, Яннис
Яннис Рагусис (греч. Γιάννης Ραγκούσης, 1965, Афины) — греческий политик, министр внутренних дел Греции (2009—2011), министр инфраструктуры, транспорта и коммуникаций Греции (2011).

## Биографические сведения
Яннис Рагусис родился в Афинах в 1965 году. Учился на экономическом факультете Университета Аристотеля в Салониках. Окончил аспирантуру по развитию экономики в Университете Сассекса, Восточный Сассекс, Англия. Женат, имеет двух дочерей и сына.

### Политическая карьера
В 1983 стал членом ПАСОК. Еще во время учебы был членом Центрального Совета ΦΕΑΠΘ (Студенческий союз Университета Аристотеля в Салониках) с 1986 по 1989 год, и ΕΦΕΕ в период 1991—1992 годов. В 1990—1991 годах Яннис Рагусис был секретарем международных отношений молодежной организации ПАСОК. В 1991—1992 годах служил секретарем ΠΑΣΠ ΑΕΙ (греч. Πανελλήνια Αγωνιστική Σπουδαστική Παράταξη, студенческая организация, также относится к ПАСОК). Между 1994—1996 годами он служил членом Центрального комитета ПАСОК.
Одновременно в 1994—1995 годах возглавлял с момента создания Научно-исследовательский центра по вопросам гендерного равенства (Κέντρο Ερευνών για Θέματα Ισότητας). С 1995 по 1998 годы был специальным советником тогдашнего греческого еврокомиссара Христа Папуциса. В 2002 Яннис Рагусис избран мэром города Парос и был переизбран в 2006 году. Был членом Совета номархии Киклад.
В августе 2007 года стал спикером ПАСОК, занимал эту должность до марта 2008 года. Также в сентябре 2007 года впервые избран членом Греческого парламента от партии ПАСОК. В марте 2008 года на 8-й Конференции ПАСОК избран секретарем Национального совета партии. 7 октября 2009 назначен министром внутренних дел Греции. С 17 июня 2011 министр инфраструктуры, транспорта и коммуникаций Греции.
После отставки Йоргоса Папандреу и формирования коалиционного правительства во главе с Лукасом Пападимосом, Яннис Рагусис был заменен 11 ноября 2011 года на должности министра транспорта Макисом Воридисом.
В то же время (11 ноября 2011) Рагусис вступил в должность заместителя министра национальной обороны Греции.
Соревновался с Фофи Генимматой за руководство новой левоцентристской силой Движение перемен, в которую вошёл ПАСОК. На парламентских выборах 2019 года стал кандидатом от СИРИЗА.